# Anthisnes
Anthisnes (nld. Antene, wa. Antène) – miejscowość i gmina (commune) w Belgii, w Regionie Walońskim, w prowincji Liège, w okręgu Huy. 1 stycznia 2024 roku liczyła 4220 mieszkańców.

## Podział administracyjny
W skład gminy wchodzą trzy dzielnice (section):
- Hody
- Tavier
- Villers-aux-Tours